# جيرالد ماير
جيرالد ماير هو شخصية أعمال كندي، ولد في 22 سبتمبر 1928 في ريجاينا في كندا.